# Maithadi, Virajpet
Maithadi là một làng thuộc tehsil Virajpet, huyện Kodagu, bang Karnataka, Ấn Độ.